# السیسنیه
السیسنیة یک منطقهٔ مسکونی در سوریه است که در استان طرطوس واقع شده‌است.

## خصوصیات
السیسنیة ۲٬۶۶۷ نفر جمعیت دارد.